# Dassault Falcon 50
Dassault Falcon 50 este un avion corporativ, cu reacție, de talie mijlocie, pentru distanță lungă de zbor, unic in categoria avioanelor corporative, cu reacție, pentru cele trei motoare cu reacție ale sale.
Falcon 50 transportă până la 19 pasageri, are un echipaj de zbor format din 2 piloți, croaziere cu viteze de până la 880 km/h și o distanță de zbor de 6400 km.
Primul zbor al prototipului Falcon 50 a avut loc în noiembrie 1976, deși această certificare nu a fost acordată de FAA decât la data de 7 martie 1979. În timpul de proiectare designul a fost schimbat pentru a include aripa supercritică în locul celei de bază de formă plană, deși această aripă era inițial în proiect. Un al doilea prototip a zburat pentru prima dată pe 18 februarie 1978. Livrările către clienți au început în iulie 1979.

### Exteriorul
Aeronava este vopsită global în alb, cu o serie de dungi mici de la bot la coadă, de culoare roșu-închis și  argintiu, iar în partea de sus a cozii se află un steag american.
Interiorul
Imediat ce intri pe ușa avionului, în  partea stângă, se află o cabină mare de stocare, cu sertare și un contor de granit sus. În partea opusă se află locul certificat pentru decolare și  aterizare. Caracteristic acestui avion este lavoarul situat imediat în fața intrării.

### Cabina
Cu o suprafață interioară lungă de 24 feet, lată de 6 feet și o înălțime dintre podea și plafon de 71 inch, există destul spațiu pentru o întreagă echipă de a se mișca în voie. Specialiștii Dassault Falcon, având o înaltă calificare, permit clienților  să colaboreze cu ei pentru a realiza împreună o cabină luxoasă, de vis.
Cele 14 ferestre mari prin care se poate privi viața liniștit de la altitudine, siguranța zborului, îl fac pe pasager să se simtă mai puternic, mai stăpân pe sine.
În cabină, în partea dreaptă, față, se află un aparat de făcut cafea și de depozitare. Lângă acesta se află un cuptor cu microunde și un alt spațiu  de stocare suplimentar.Centrul cabinei dispune de 4 locuri cu sau fără măsuțe  de sprijin. În partea opusă se află un mic divan unde se găsește un monitor LCD de 22” și un singur loc pentru pasageri. Salonul-compartiment în formă de „L” se găsește alături de încă un spațiu destul de mare, cu măsuțe, unde se pot așeza pasagerii.

### Multimedia
Telefonul, faxul, copiatorul, imprimanta, computerul, ecranele, mesele de conferință, comunicațiile  prin satelit și internetul la bordul aeronavei asigură clienților un mod de lucru extrem de eficient pe întreaga  durată a zborului. Divertismentul este asigurat de un sistem ce include un DVD player, un CD player și un VCR, care pot fi utilizate atât direct, cât și  prin intermediul căștilor.

### Fuselajul
Fabricarea structurii s-a făcut printr-o colaborare între Dassault-Bréguet și  subcontractanții: Latécoère, Reims Aviation, Hurel-Dubois, Potez. Asamblarea, testele și primul zbor au fost asigurate de Dassault Merignac.
În plus, față de modelul de bază Falcon 50, au mai fost create 2 variante:
- Falcon 50M "Surmar", un model Falcon 50 special modificat pentru supraveghere maritimă;
- Falcon 50EX, care l-a înlocuit pe vechiul model la începutul anului 1997, fiind echipat cu motoare Allied Signal TFE731-40 și o avionică modernă.

Trenul de aterizare este fabricat de firma Messier-Hispano.

## Caseta tehnică
CAPACITATE
Configurație standard	2 piloți
10 pasageri
PERFORMANȚǍ
Viteza maximă de croazieră	880 km/h
Viteza de croazieră la distanță lungă de zbor 	797 km/h
Altitudine maximă de operare	13.716 m
MOTOARE
3 × Garrett TFE731-3-1C turbofan Turboventilatoare	
Putere	16.5 kN
GREUTATE
Neechipat	9.150 kg
Decolare maximă standard	17.600 kg
DIMENSIUNI
Anvergura aripii 	18.86 m
Lungime	18.52 m
Înălțime	6.98 m
Suprafața aripii	46.8 m²

## Diagrama de manevră și rafala (DMR)
G=17248daN
S=2b*c=18.86*2.4=46.8m2
kg/m3
V0=797km/h
Conform FAR23, pentru categoria normală:
-	factorul de sarcină ia valori între  ;
-	factorul de sarcină negativ:  .
Aleg  
Aleg

## Devizul de greutăți
GROUP / Subgroup	% Gmax	Weight [daN]
Total weight empty - operational
G0	OVERALL G0 /Gmax	60		10348,8
	WING	15		2587,2
	FUSELAGE	8		1379,84
	TAIL	2		344,96
	ALIGHTING GEAR (2-Point)	7		1207,36
	Main landing gear		6,5	1121,12
	Tail wheel		0,5	86,24
	ALIGHTING GEAR (3-Point)	8		1379,84
	Main landing gear		5,5	948,64
	Tail wheel		2,5	431,2
	POWR PLANT	38		6554,24
	Engines		30	5174,4
	Propellers		3	517,44
	Engine accessories		1,5	258,72
	Power plant controls		0,5	86,24
	Starting system		0,6	103,488
	Fuel system		2	344,96
	      Lubricating system		0,4	68,992
	SURFACE CONTROLS	1		172,48
	(STANDARD) EQUIPMENT	14		2414,72
	Instruments		8,5	1466,08
	Electrical equipment		2,5	431,2
	Communicating equipment		2,5	431,2
	De-icer installation		0,5	86,24
	FURNISHINGS	7		1207,36
	Weight per passenger			80 daN/pax
	RESIDUAL FUEL and OIL			15 daN/motor
Operational load
Gu	OVERALL Gu /Gmax	40		6899,2
		Crew / Passengers
Standard weight plus hand bag			80 + 20 =100 daN/pax
		Useful load (Food and water)
Weight per passenger	0,6		4.0 daN/pax
		Fuel and oil			5859,2

## Centrajul avionului
Greutăți maxime admise
- greutatea maximă la decolare...................................................... 18,500 kg (40,780 lbs)
- greutatea maximă la aterizare ..................................................... 16,200 kg (35,715 lbs)
- greutatea avionului fără combustibil .......................................... 11,600 kg (25,570 lbs)
- greutatea minimă la decolare ........................................................ 8,600 kg (18,959 lbs)
MAC = 2.839 m